# Glänzende Mormonentulpe
Die Glänzende Mormonentulpe (Calochortus splendens) ist eine Pflanzenart aus der Gattung Mormonentulpen (Calochortus) in der Familie der Liliengewächse (Liliaceae).

## Merkmale
Die Glänzende Mormonentulpe ist eine herbst- bis frühjahrsgrüne, ausdauernde krautige Pflanze, die Wuchshöhen von 20 bis 60 Zentimeter erreicht. Dieser Geophyt bildet Zwiebeln als Überdauerungsorgane und ein Rhizom aus.
Die zwittrige Blüte ist radiärsymmetrisch und dreizählig. Die äußeren Blütenhüllblätter sind tieflila und oft purpurn gefleckt, die inneren sind 30 bis 50 Millimeter lang, lavendelfarben bis tief purpurn und haben einen purpurnen Fleck am Grund. Die Nektardrüse ist quadratisch und behaart.
Die Blütezeit liegt im August, zum Teil beginnt sie schon im Juli.

## Vorkommen
Die Glänzende Mormonentulpe kommt in Süd- und West-Kalifornien sowie in Nordwest-Mexiko in Kiefernwäldern und Gebüschen bis in Höhenlagen von 2800 Meter vor.

## Belege
- Eckehart J. Jäger, Friedrich Ebel, Peter Hanelt, Gerd K. Müller (Hrsg.): Rothmaler Exkursionsflora von Deutschland. Band 5: Krautige Zier- und Nutzpflanzen. Spektrum Akademischer Verlag, Berlin Heidelberg 2008, ISBN 978-3-8274-0918-8.